# Elia Kahvedjian
Elia Kahvedjian (* 1910 in Urfa; † 1999 in Jerusalem) war ein armenischer Fotograf.
Elia Kahvedjian entkam 1915 mit seiner Schwester dem Völkermord an den Armeniern, während 160 Mitglieder seiner Familie umkamen. Er kam in ein Waisenhaus in Nazareth und durch einen seiner Lehrer in Kontakt zur Fotografie. So ging er später als Fotograf nach Jerusalem. Es entstanden Tausende Fotos des historischen Palästinas, Jordaniens und Syriens.
Während des Palästinakrieges 1948 versteckte Kahvedjian seine Negativsammlung auf einem Dachboden. Die Bilder wurden erst 1987 wiedergefunden und stellen heute wertvolle historische Dokumente über das Leben im Nahen Osten dar. Sein Sohn Kevork gab im Eigenverlag eine Auswahl der Bilder heraus.

## Bildband
- Kevork Kahvedjian: Jerusalem through my father's eyes. Jerusalem 1998, ISBN 9789659022700.